# NGC 4527
NGC 4527 is een balkspiraalstelsel in het sterrenbeeld Maagd. Het hemelobject werd op 23 februari 1784 ontdekt door de Duits-Britse astronoom William Herschel.

## Synoniemen
- UGC 7721
- MCG 1-32-101
- ZWG 42.156
- VCC 1540
- IRAS12315+0255
- PGC 41789